# Греко-китайские отношения
Греко-китайские отношения — двусторонние дипломатические отношения между Китаем и Грецией. У Китая есть посольство в Афинах. У Греции есть посольство в Пекине и три генеральных консульства в Гуанчжоу, Гонконге и с 2005 года в Шанхае. Порт Пирей (под управлением Китая с 2009 года, его большая часть находится в собственности Китая с 2016 года) важен с геостратегической точки зрения для Китая, поскольку он помогает ему в сделках со всей Европой. Тысячи китайцев живут в Греции как хуацяо.
В первые годы холодной войны Греция, как и большинство других западноевропейских стран, признала китайское националистическое правительство Чан Кайши как законную руководящую власть Китая, несмотря на то, что на острове Тайвань Чан контролирует только одноимённое государство-обрубок. В июне 1972 года, после визита Ричарда Никсона в Пекин и принятия Китайской Народной Республики в Организацию Объединённых Наций (ООН), Греция передала признание КНР, разорвав отношения с Тайванем. Сегодня Тайвань имеет «Тайбэйское представительство в Афинах», которое активно занимается организацией различных мероприятий и выступлением с заявлениями для греческих СМИ; однако Греция строго придерживается политики одного Китая, а тайваньские официальные лица в Афинах не имеют дипломатического или консульского статуса.
Ключевой период в укреплении двусторонних отношений пришёлся на 1980-е годы, когда премьер-министр Греции Андреас Папандреу искал союзников за пределами Европы и США в своей политике противостояния Турции по кипрским и эгейским вопросам и в этом контексте «ухаживал» за Китаем под руководством Дэн Сяопина и Индией при Индире Ганди, а затем при её сыне Радживе. Греческие судовладельцы также сыграли важную роль, приказав с 1980-х годов строить многие из своих кораблей на китайских верфях, а не на британских, немецких и японских верфях, как это было с конца XIX века.

## История двусторонних отношений

### Древние времена
Древние китайцы контактировали с бактрийскими греками. Государство Давань (что означает «великие ионийцы ») было описано в китайских исторических трудах Ши цзи и в Ханьшу. Оно упоминается в отчётах известного китайского исследователя Чжан Цяня в 130 году до н.э. и многочисленных посольствах, последовавших за ним в Среднюю Азию. Давань обычно относится к Ферганской долине и её греческому городу Александрия Эсхата. Эти китайские отчёты описывают даваньцев как городских жителей с кавказскими чертами, живущих в городах, обнесённых стеной, и имеющих «обычаи, идентичные обычаям греко-бактрийцев». Страбон писал, что бактрийские греки «расширили свою империю до Сереса (Китая) и Фрини». Война небесных коней (104—101 г. до н. э.) была войной между Дайюань и империй Хань.
После древних контактов между Китаем и Средиземноморьем, описанных в древних китайских историях, по-видимому, были контакты между Византийской империей и несколькими династиями Китая, начиная с династии Тан (618—907 гг.). Из китайских записей известно, что Михаил VII Дука направил в Китай дипломатическую миссию, которая в конечном итоге прибыла в 1081 году, во время правления императора Шэньцзуна из династии Сун (960—1279 гг.), за несколько столетий до экспедиции Марко Поло. Хубилай-хан, монгольский правитель, основавший империю Юань (1271— 1368 гг.), не только поддерживал переписку с византийскими греками, но и принимал некоторых из них при своём дворе в Ханбалыке (современный Пекин). В «Юань ши» (глава 134) говорится, что некий Ай-си (транслитерация Джошуа или Иосиф) из страны Фу лин (то есть Византийской империи), первоначально находившийся на службе у Гуюк-хана, хорошо разбирался в западном языке и имел опыт в области греческой медицины и астрономии, которые убедили Хубилай-хана предложить ему должность директора медицинских и астрономических советов. Хубилай-хан в конце концов удостоил Ай-си благородным титулом принца Фу лин (кит. 拂 菻 王, Fú lǐn wáng).

### Современные отношения
Во время Корейской войны две страны были врагами, и их силы сражались друг с другом. Греческий экспедиционный корпус входил в состав сил ООН.

#### Андреас Папандреу и Дэн Сяопин
Андреас Папандреу, пришедший к власти в 1981 году, агрессивно «ухаживал» за Китаем в рамках своей политики поиска союзников, помимо традиционных партнёров Греции в Западной Европе и США, для противостояния Турции по кипрским и эгейским спорам. Его визит в Пекин в апреле 1986 года, за которым последовал визит в Афины премьер-министра Китая Чжао Цзыяна (первый такой визит главы китайского правительства), стали важными вехами в развитии двусторонних отношений. Хотя Папандреу удалось заручиться дипломатической поддержкой верховного лидера Китая Дэн Сяопина в некоторых из своих инициатив, более длительное воздействие этого визита ощущалось в экономической и коммерческой областях, особенно в судоходстве.

#### Эпоха Европейского союза
Китай в настоящее время владеет 51 % акций порта Пирей через COSCO.
В 2014 году 78 граждан Китая были среди тех, кто был эвакуирован из Ливии фрегатом ВМС Греции «Саламис». Китай поблагодарил Грецию за помощь.
В 2017 году Греция во главе с премьер-министром Алексисом Ципрасом не позволила Европейскому союзу выступить с заявлениями, осуждающими китайскую агрессию в Южно-Китайском море и его положение в области прав человека, действия, которые многие считают ответом на китайские инвестиции в порт Пирей.
12 апреля 2019 года Греция официально присоединилась к китайскому «Сотрудничеству между Китаем и странами Центральной и Восточной Европы» («16+1»), став 17-й европейской страной, присоединившейся к этой организации.  Этот шаг ещё больше развил отношения между Китаем и Грецией. Также есть планы строительства железнодорожной линии Афины-Будапешт, проходящую через Белград и Скопье.
В 2019 году Bank of China открыл свой первый филиал в Греции.

#### Роль греческих судовладельцев
Хотя Китай и Греция были врагами в первые годы холодной войны, когда их вооружённые силы напрямую противостояли друг другу в Корейской войне, многие греческие судовладельцы очень помогли китайскому коммунистическому режиму Мао Цзэдуна в те же годы, нарушив торговое эмбарго, наложенное на Китай большинством западных стран (в том числе Грецией) и тайно перевозя грузы в китайские порты. Во время Корейской войны фрахтовые ставки резко выросли, поскольку спрос на поставки достиг огромных высот. Греческие судовладельцы предоставили свой тоннаж правительству Мао в беспроигрышной ситуации, поскольку Мао успешно нарушил эмбарго и обеспечил жизненно важные поставки, в то время как судовладельцы получали отличную прибыль.
Наиболее ярким примером был пример Аристотеля Онассиса, который использовал корабли американского производства (T2 tanker) своего частного флота (в то время крупнейшего частного флота в мире) под флагами Гондураса, Панамы и Либерии для перевозки грузов в порты Китая. В аналогичной операции, скоординированной с китайскими коммунистическими спецслужбами, Онассис использовал свои танкеры для перевозки нефти в Китай на судах, плавающих под саудовским флагом.

## Культурные связи
Чжоу Эньлай отдал Ло Няньшэн приказ написать первый древнегреческий-китайский словарь. Ло Няньшэн перевёл с 1950-х годов все основные классические греческие произведения на китайский язык.

## Двусторонние визиты

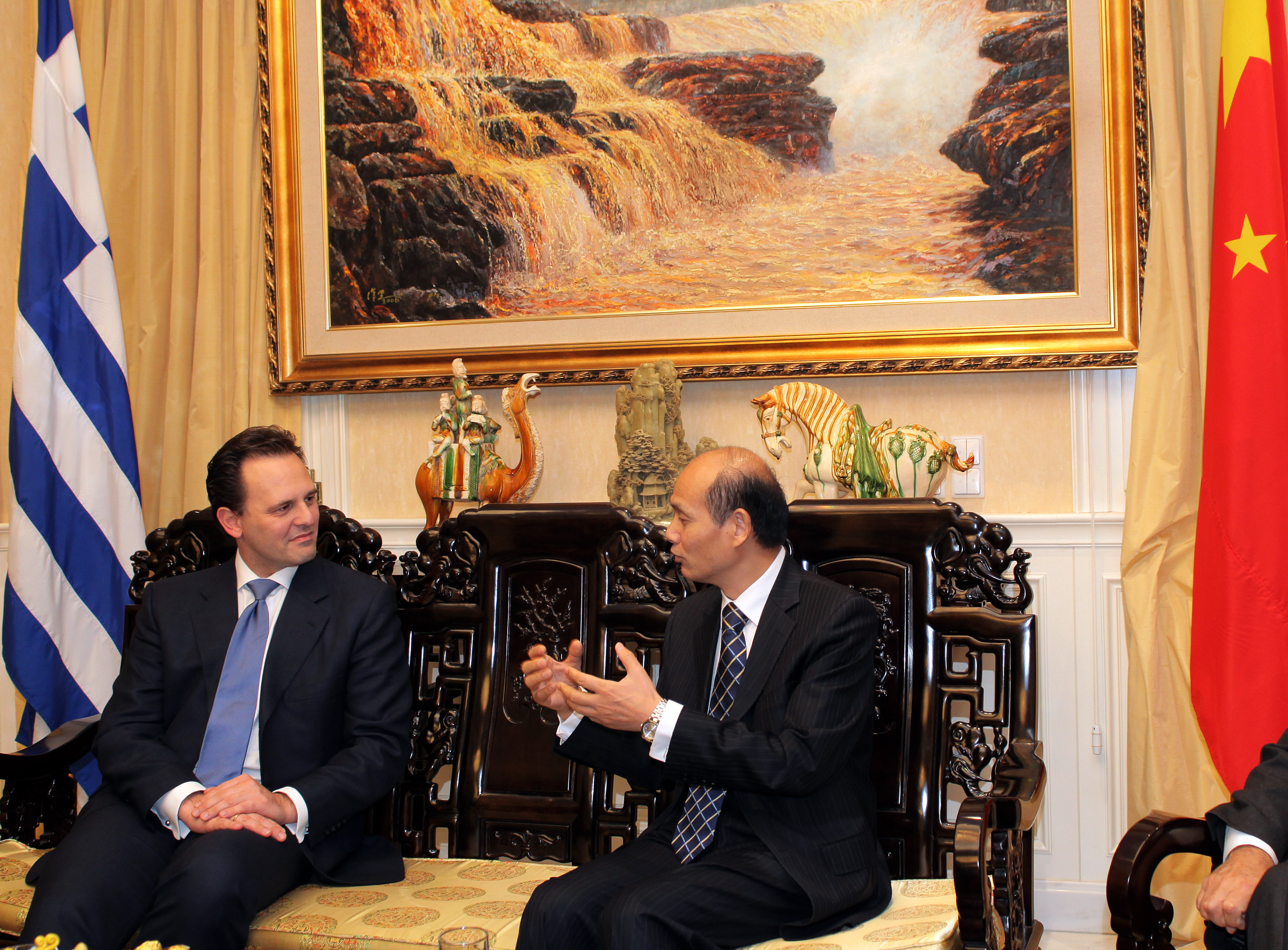
Министр иностранных дел Греции Димитрис Друцас во время ужина, устроенного послом Китая в Греции Ло Линьцюанем в его резиденции в январе 2011 года

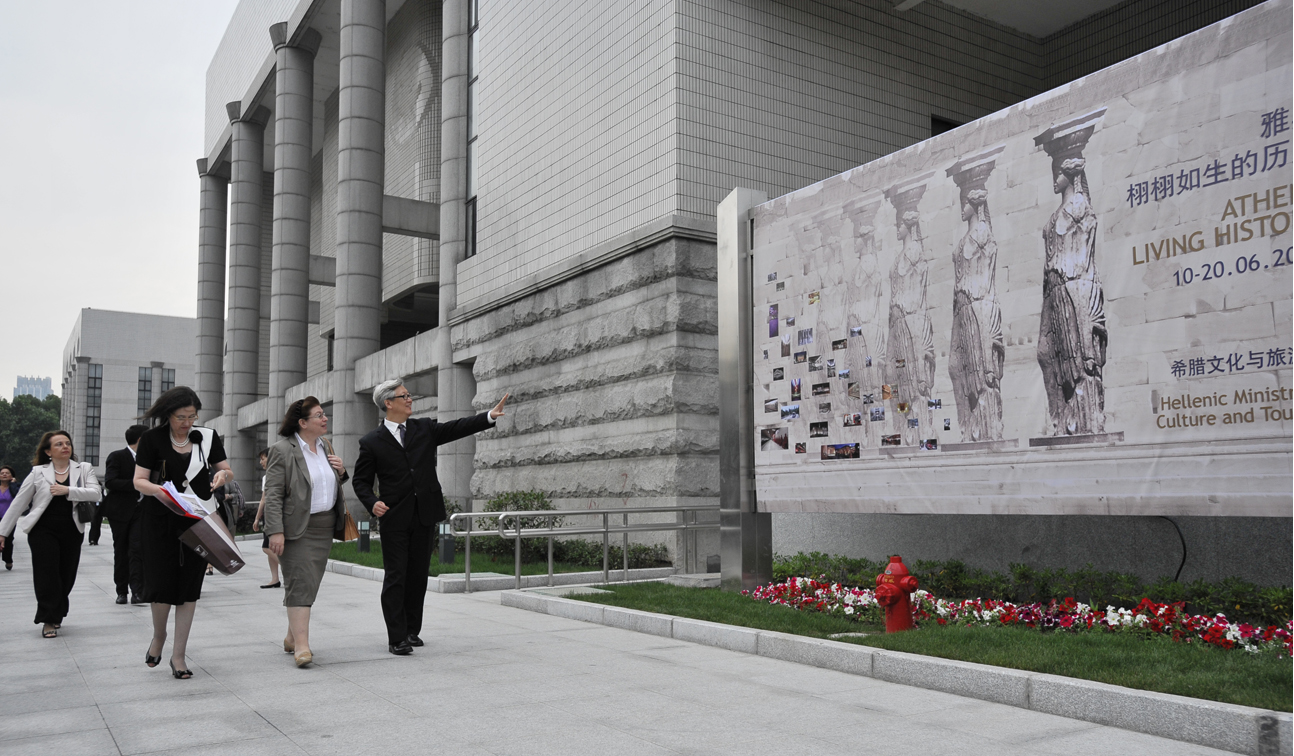
Экспозиция с греческой тематикой в Шанхае

- Июнь 2002 года: премьер-министр Греции Костас Симитис посетил Китай.
- 19—21 января 2006 года: премьер-министр Греции Костас Караманлис посетил Китай с государственным визитом.
- Июнь 2008 года: президент Греции Каролос Папульяс нанёс пятидневный государственный визит.
- Ноябрь 2008 года: трёхдневный визит председателя КНР Ху Цзиньтао в Грецию.
- 16 июня 2010 года: четырёхдневная поездка вице-премьера Китая Чжан Дэцзяна в Афины[16].
- Май 2013: пятидневная поездка премьер-министра Греции Антониса Самараса в Китай.
- Ноябрь 2019: трёхдневная поездка премьер-министра Греции Кириакоса Мицотакиса в Китай.
- Ноябрь 2019: трёхдневный государственный визит председателя КНР Си Цзиньпина в Грецию.

## Двусторонние договоры

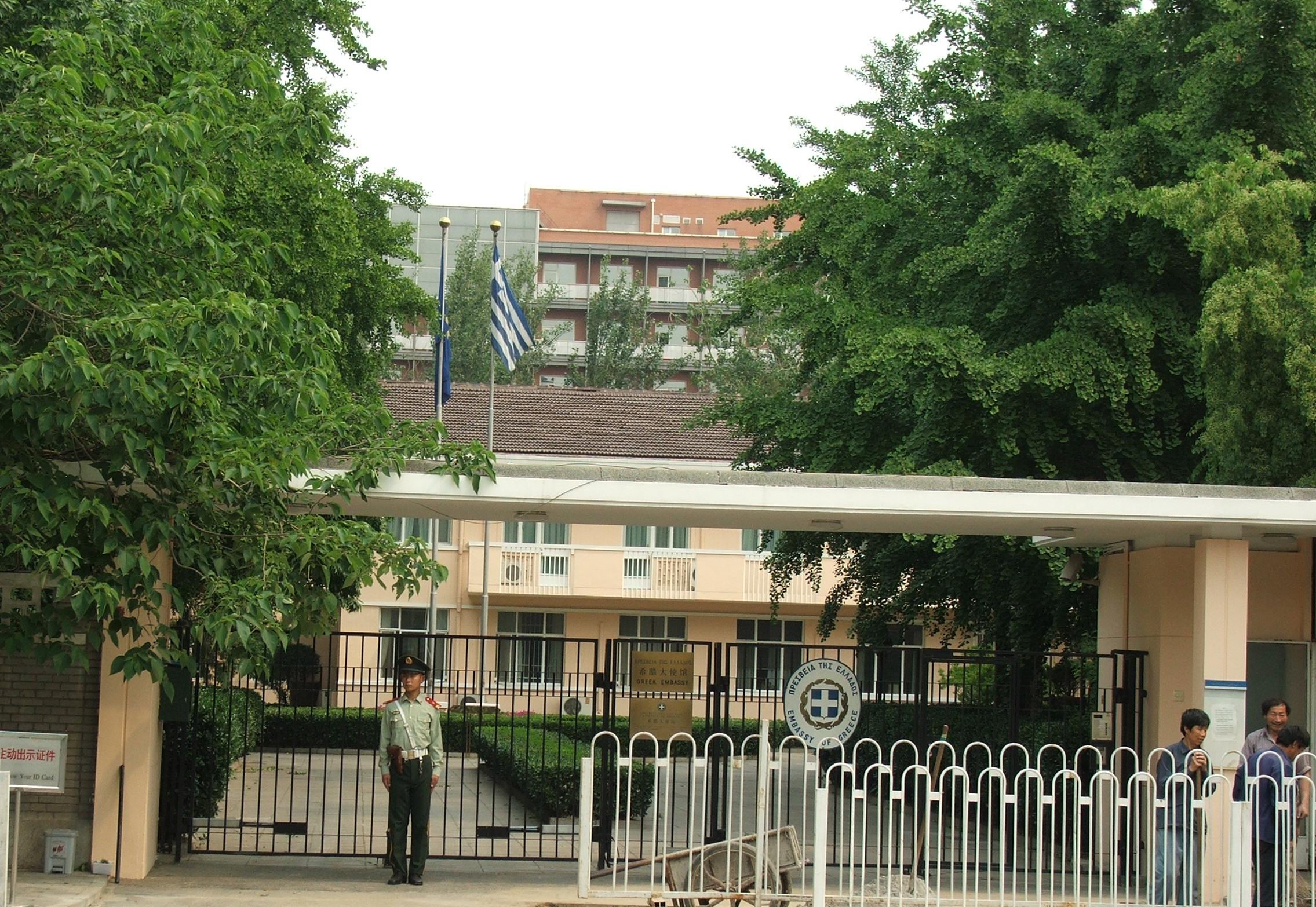
Посольство Греции в Китае

- Соглашение о сотрудничестве между полицейскими силами (Пекин, 15 февраля 1995 года).
- Соглашение о сотрудничестве в борьбе с терроризмом и наркотиками (Пекин, 15 февраля 1995 года).
- Морское соглашение (16 октября 1995 года).
- Меморандум о сотрудничестве по управлению морскими ресурсами и взаимному научно-техническому сотрудничеству (Афины, 16 октября 1995 года).
- Протокол о научно-техническом сотрудничестве (Пекин, 14 ноября 1995 года).
- Программа культурных обменов на период 1999—2002 гг. (Пекин, 9 сентября 1999 года). Продлён ещё на 3 года в марте 2003 года.
- Протокол о консультациях между министерствами иностранных дел Греции и Китая (Пекин, 29 февраля 2000 года).
- Протокол 8-го заседания совместной комиссии по научно-техническому сотрудничеству (Пекин, 16 октября 2000 года).
- Соглашение о сотрудничестве в области лесного хозяйства между Государственным управлением лесного хозяйства КНР и министерством сельского хозяйства Греческой Республики (2002 года).

## Инвестиции
В октябре 2009 года COSCO арендовала на 30 лет часть порта Пирей, уровень грузов через два года был втрое выше, чем раньше.
В 2010 году заключён контракт на 123 млн. $ между Helios Plaza и BCEGI, дочерней компанией Beijing Construction Engineering Group, компанией по недвижимости и строительным подрядчиком. Helios строит гостинично-коммерческий комплекс для туризма в Пирее, крупнейшем портовом городе Афин. Китайская телекоммуникационная компания Huawei Technologies инвестировала средства в ОТЕ.
В марте 2015 года заместитель премьер-министра Греции Яннис Драгасакис и министр иностранных дел Никос Кодзиас посетили Китай с официальным визитом 25 марта 2015 года. В этом контексте министр Котзиас встретился с министром иностранных дел Китайской Народной Республики Ван И.